# Parascolopsis rufomaculata
Parascolopsis rufomaculata là một loài cá biển thuộc chi Parascolopsis trong họ Cá lượng. Loài cá này được mô tả lần đầu tiên vào năm 1986.

## Từ nguyên
Từ định danh rufomaculata được ghép bởi hai âm tiết trong tiếng Latinh: rufus ("đỏ") và maculatus ("có đốm"), hàm ý đề cập đến đốm đỏ nổi bật trên vây lưng của loài cá này.

## Phân bố và môi trường sống
P. rufomaculata hiện chỉ được biết đến ở ngoài khơi tây bắc Úc, được tìm thấy ở độ sâu khá lớn, khoảng 210–320 m.

## Mô tả
Chiều dài cơ thể lớn nhất được ghi nhận ở P. rufomaculata là 15,5 cm.
Số gai vây lưng: 10; Số tia vây lưng: 9; Số gai vây hậu môn: 3; Số tia vây hậu môn: 7; Số gai vây bụng: 1; Số tia vây bụng: 5; Số tia vây ngực: 13–15; Số vảy đường bên: 35–37.